# ルドルフ・コエルマン

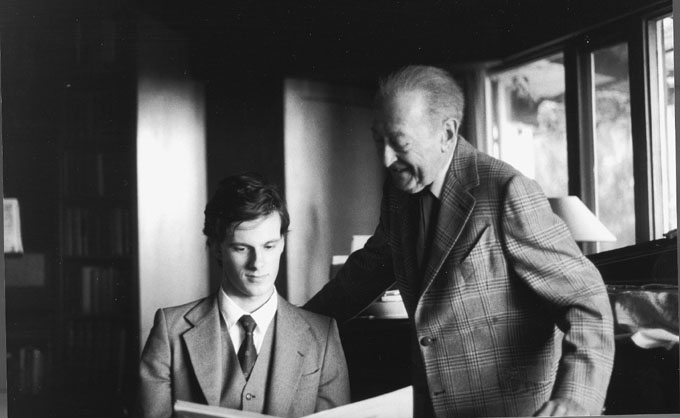
ルドルフ・コエルマンと ヤッシャ・ハイフェッツ（ロサンゼルス・1979年）

ルドルフ・コエルマン（オランダ語: Rudolf Koelman、1959年 - ）は、オランダのヴァイオリニスト。現在スイスにあるチューリッヒ芸術大学 (ZHdK) で教えている。

## 経歴
1959年、アムステルダムで生まれた。ヴァイオリンをジャン・ボール、ヘルマン・クレバース、ヤッシャ・ハイフェッツの元で学んだ。
1996年から1999年までロイヤル・コンセルトヘボウ管弦楽団の第一首席コンサートマスターを務めた。2000年から2005年まではドイツ、ロベルト・シューマン大学デュッセルドルフでヴァイオリンと室内楽の教授をしている。現在はスイスにあるチューリッヒ芸術大学"Zürcher Hochschule der Künste" でヴァイオリンと室内楽の教授をしており、学内のZHdK弦楽オーケストラ (Zhdk Strings) の指導もしている。国際ヴァイオリンコンクールの審査員も進んで行っており、ヨーロッパに限らず、アジア、オーストラリアなどでマスタークラスを行っている。

## 使用楽器
コエルマンは1829年製のジョバンニ・フランチェスコ・プレッセンダと1720年製のストラディバリウス"Woolhouse"を使用している。

## 活動
ソロ活動
ソロリストとしても幅広く活躍しており、下記のようなさまざまなオーケストラと共演している。
- リンツ・ブルックナー管弦楽団
- ケルン放送管弦楽団
- KBS交響楽団
- ローザンヌ室内管弦楽団
- クイーンズランド交響楽団
- ロイヤル・コンセルトヘボウ管弦楽団
- 東京フィルハーモニー交響楽団。

## 録音
コエルマンは多くのテレビ、ラジオに出演し、CDを出している。その中でも特筆すべきは全てライブ録音によるパガニーニ『24のカプリース』である。
- J.S.バッハ、ウジェーヌ・イザイ、エドヴァルド・グリーグ（グリーク　ピアノ：Ferenc Bognàr）/ ソロソナタ　1984年 (LP録音)
- Rudolf Koelman plays his favorite encores:16のヴィルトーゾ作品　(ピアノ：Ferenc Bognàr）1986 年　ORF(LP-CD)
- カミーユ・サン＝サーンス、パブロ・デ・サラサーテ /  序奏とロンド・カプリチオーソ、ツィゴイネルワイゼン（オーケストラ：orchestra Winterthur）1988年
- ユーリー・コニュス / ヴァイオリン協奏曲 ホ短調　（ライブ録音）1990年
- フリッツ・クライスラー / 16 のマスターピース　（ピアノ：Ulrich Koella）Ars 1991年, ASIN B000000U2I
- ヨハネス・ブラームス / ヴァイオリンソナタ集　（ピアノ：Antoine Oomen）Ars 1991年, ASIN B000000U2L
- ヨハネス・ブラームス 、グスタフ・マーラー、アルフレート・シュニトケ / ピアノ五重奏 Wiediscon 1994年
- セルゲイ・プロコフィエフ / 二つのソナタ　（ピアノ：Antoine Oomen）Ars 1993年, ASIN B000024PYF
- アントニオ・ヴィヴァルディ / 四季　1995年, ASIN B000024PXU
- ニコロ・パガニーニ / 24のカプリウス (ライブ録音) Wiediscon 1996年 & Hänssler Classics 2004年
- ジャン＝マリー・ルクレール / 6つのデュオソナタ　（ヴァイオリン：Henk Rubingh）1998年
- "The Magic of Wood" with 15 instruments of Roberto Regazzi, Dynamic & Florenus 2005年, ASIN B000BUEGJA
- ヴォルフガング・アマデウス・モーツァルト / 2つのデュオ　（ヴァイオリン、ビオラ：Conrad Zwicky ）Wiediscon 2007年
- ヘンリク・ヴィエニャフスキ / ヴァイオリン協奏曲 1番、2番、 カミーユ・サン＝サーンス/  序奏とロンド・カプリチオーソ、ハバネラ（オーケストラ：Fremantle Chamber Orchestra/Jessica Gethin）
- ニコロ・パガニーニ /ヴァイオリン協奏曲 1番、2番 （オーケストラ：Jan Willem de Vriend ）Challenge Classics CC72343  ＜Edison Award for most popular classical album in the Netherlands2010＞を受賞
- "10 years FCO”  パブロ・デ・サラサーテ  / ツィゴイネルワイゼン、モーリス・ラヴェル / ツィガーヌ、ピョートル・チャイコフスキー / なつかしい土地の思い出 (オーケストラ：Fremantle Chambre Orchestra / Jessica Gethin, Christopher van Tuinen）Rubato Productions 2015年
- セルゲイ・プロコフィエフ /  ヴァイオリン協奏曲 1番、2番 (オーケストラ：Musikkollegium Winterthur） 2017年